# Moskovska podzemna železnica
Moskovska podzemna železnica (rusko Московский метрополитен) je začela delovati 15. maja 1935. Takrat so odprli odsek »Sokolniki – Park kulturi« in vejo »Ohotnyj rjad – Smolenskaja«. Skupna dolžina prve obratujoče proge je znašala 11,2 km. Danes moskovska podzemna železnica predstavlja razvejan sistem prog s 182 postajami. Delež podzemne železnice v javnem potniškem prometu danes predstavlja kar 57 %. Metro, (kot podzemno želznico imenujejo Rusi) pa ne opravlja samo pomembne funkcije mestnega transporta, ampak posredno tudi druge naloge: v podzemnih hodnikih pri vhodih je zaradi velike koncentracije ljudi vedno veliko trgovin, stojnic, kioskov, ... Med drugo svetovno vojno so hodniki predstavljali podzemno zaklonišče za mestne prebivalce in tudi danes je nekaj hodnikov zgrajenih tako, da se jih da neprodušno zapreti v primeru vojaškega napada ali naravne katastrofe. Danes so postaje v mestnem središču (znotraj obročaste proge) zaradi poslikav ena od moskovskih turističnih znamenitosti.
Proge so speljane v obliki zvezde in se v centru na nekaj glavnih postajah sekajo. Za boljše povezovanje med progami skrbi Obročasta proga (rusko: кольцевая линия), v zadnjem času pa postaja jasno, da bo zaradi širjenja mesta potrebna še zunanja obročasta proga.
Dnevno se na moskovski podzemni železnici pelje 8,8 milijona potnikov, med tednom pa število potnikov velikokrat preseže 9 milijonov, kar predstavlja neke vrste svetovni rekord.
Sistem sestavlja 12 prog s skupno dolžino 325,4 km, 194 postaj (56 postaj, kjer se sekata dve progi, 25 postaj, kjer se seka tri ali več prog, 14 nadzemnih postaj), po katerih dnevno pelje 9449 vlakov. Več kot polovica postaj v mestu predstavlja začetek ali konec poti za več kot 50.000 ljudi, najbolj obremenjene postaje pa dnevno uporabi tudi več kot 150.000 ljudi. Povprečna dolžina ene vožnje je 13 km. Vlaki peljejo s povprečno hitrostjo (v to hitrost so vračunani tudi postanki na postajah) 41,55 km/h, kar omogoča kar najkrajši interval med vlaki, tj. 90 sekund.
Kolektiv Moskovske podzemne železnice danes predstavlja več kot 35.000 ljudi.
V zadnjih letih so kot dodatek k Moskovski podzemni železnici začeli graditi enotirnično nadzemno železnico.

## Preglednica linij podzemne železnice
| št. | oznaka                                                              | začetek obratovanja | dolžina  | št. postaj  |
| --- | ------------------------------------------------------------------- | ------------------- | -------- | ----------- |
|     | Sokolniška linija (rusko Соко́льническая)                            | 1935                | 41.5 km  | 26          |
|     | Zamoskvorečna linija (rusko Замоскворе́цкая)                         | 1938                | 42.9 km  | 24          |
|     | Arbatsko-pokrovska linija (rusko Арба́тско-Покро́вская)               | 1938                | 45.0 km  | 22          |
|     | Filjovska linija (rusko Филёвская)                                  | 1958*               | 14.9 km  | 13 (11 + 2) |
|     | Obročasta linija (rusko Кольцева́я)                                  | 1950                | 19.2 km  | 12          |
|     | Kaluško-riška linija (rusko Калу́жско-Ри́жская)                       | 1958                | 37.9 km  | 24          |
|     | Tagansko-krasnopresnenska linija (rusko Тага́нско-Краснопре́сненская) | 1966                | 42.3 km  | 23          |
|     | Kalininska linija (rusko Кали́нинская)                               | 1979                | 19.7 km  | 10          |
|     | Solncevska linija (rusko Со́лнцевская)                               | 2014                | 28.4 km  | 14          |
|     | Serpuhovsko-timirjazevska linija (rusko Серпухо́вско-Тимиря́зевская)  | 1983                | 41.5 km  | 25          |
|     | Ljublinsko-dmitrovska linija (rusko Лю́блинско-Дми́тровская)          | 1995                | 28.0 km  | 26          |
|     | Velika obročasta linija (rusko Больша́я Кольцева́я)                   | 2021                | 3.3 km   | 31 (29 + 2) |
|     | Butovska linija (rusko Бутовская)                                   | 2003                | 10.0 km  | 7           |
|     | Moskovska enotirnična železnica (rusko Монорельс)                   | 2004                | 4,7 km   | 6           |
|     | Moskovski centralni obroč (rusko Московское центральное кольцо)     | 2016                | 54.0 km  | 31          |
|     | Nekrasovska linija (rusko Некрасовская)                             | 2019                | 14.0 km  | 8           |
|     | Troicka linija (rusko Троицкая)                                     | 2024                | 14.3 km  | 7           |
|     | Skupaj:                                                             |                     | 460.5 km | 263         |

- Arbatskaja
- Novoslobodskaja
- Ploščad Revolutsiji
- Baumanskaja
- Park Pobedi
- Taganskaja
- Prospekt Mira

### Statistika
- Najdaljša linija: 44,3 km (Arbatsko-Pokrovskaja linija)
- Najkrajša linija: 3,3 km (Kahovskaja linija)
- Najdaljša razdalja med postajama: 3,4 km (Volgogradski prospekt – Tekstilščiki)
- Najkrajša razdalja med postajama: 0,5 km (Aleksandrovski sad – Arbatskaja)
- Najgloblja postaja: Park pobedi
- Najdaljše tekoče stopnice: Park pobedi (126 m)

## Metro v umetnosti
Prvi načrti za moskovski metro so nastali že v času Ruskega imperija, vendar je njihovo izvedbo preprečila prva svetovna vojna in revolucija leta 1917. Ko je Josip Stalin dovolj utrdil oblast, je državo zajela živahna gradbena dejavnost v ospredju katere so bili gigantski infrastrukturni projekti. Tako je Stalin odobril tudi izgradnjo metroja, ki je veljal za enega največjih tehnoloških dosežkov svojega časa. Ker je partijsko vodstvo želelo vsemu svetu pokazati moč in blišč Sovjetske zveze, so nekatere izmed postaj moskovskega metroja dobile izredno razkošno podobo, ki se je ohranila do danes. Tako je metro postal prvovrstna turistična zanimivost, saj si lahko obiskovalci za manj kot 1 € privoščijo ogled nekaterih najlepših stvaritev socialističnega realizma. Številne postaje so bogato obložene z marmorjem, mozaiki, pozlato in bronastimi kipi. Sovjetski umetniki so se v 30-ih in 40-ih letih 20. stoletja v glavnem zgledovali po klasični umetnosti, so pa oblike zapolnili z značilno socialističnimi dekorativnimi elementi kot so srpi, kladiva in zvezde. Zgodbe, ki jih pripovedujejo freske, mozaiki in kipi poveličujejo Rusijo in Sovjetske dosežke na področju znanosti, športa, kulture in industrije.